# Szopy pracze
Szopy pracze / Opowieści z Zielonego Lasu (ang. The Raccoons) – kanadyjski serial animowany wyprodukowany w latach 1985–1992 stworzony przez Kevina Gillisa. 

## Fabuła
Serial opowiada o zwierzętach, które mieszkają w Wiecznie Zielonym Lesie. Mrówkojad Cyryl Sknerus chce zniszczyć cały las, jednak na przeszkodzie stają mu szopy razem z Szeferem i Cedrykiem, a pomaga im w tym wydawana leśna gazeta. Cyryl Sknerus w końcu staje się bohaterem pozytywnym, poczynając od pierwszego odcinka ostatniego sezonu pt. „Stress test”. Początkowo, w latach 1980–1984, pojawiły się 4 odcinki specjalne („The Christmas Raccoons”, „The Raccoons on Ice”, „The Raccoons and the Lost Star”, „The Raccoons: Let’s Dance”), a później, w latach 1985–1992, nadawano serial w pięciu seriach – łącznie 60 odcinków.

## Wersja polska
Serial emitowany był w latach 2006–2009 na kanale Boomerang (od 1.02.2008 z dubbingiem w języku polskim). Serial był emitowany przez TVN w 1998 i 1999 roku pod tytułem „Opowieści z Zielonego Lasu” w wersji z lektorem, którym był Paweł Siedlik. Obecnie nieemitowany w telewizji.
Wersja polska: Sun Studio Polska

Udział wzięli:
- Cezary Kwieciński – Szop Bert
- Mieczysław Morański – Cyryl Sknerus
- Magdalena Krylik – Sophia Tutu
- Izabela Dąbrowska – Melissa
- Paweł Szczesny –
  - Schaeffer,
  - Pan Mammoth,
  - jeden z gości szukających klejnotu (odc. 22)
- Krzysztof Szczerbiński –
  - Lady Baden-Baden,
  - Bentley,
  - Świnka #2,
  - bóbr Toof (odc. 25)
- Łukasz Lewandowski –
  - Świnka #1,
  - Wspólnik Pana Mammotha
- Wojciech Paszkowski – 
  - Ralph,
  - Świnka #2
- Krzysztof Zakrzewski – Mr. Knox
- Jacek Kopczyński – Narrator
- Tomasz Kozłowicz –
  - Cedryk Sknerus,
  - Świnka #3
- Krzysztof Zakrzewski –
  - Mr. Knox,
  - Mechanik (odc. 18)
- Artur Kaczmarski –
  - Leśnik Dan (odc. 2-3, 5, 8-9),
  - Gospodarz teleturnieju (odc. 34)
- Beniamin Lewandowski – Tommy (odc. 2-3, 5, 8-9)
- Barbara Zielińska – Ciocia Gertie (odc. 15)
- Janusz Wituch –
  - Licytator (odc. 17),
  - Lekarz, który odwiedza chorego Cyryla (odc. 18),
  - Herman (odc. 19),
  - Zielony ptak (odc. 19)
- Zbigniew Konopka –
  - jeden z gości szukających klejnotu (odc. 22),
  - sir  Malcolm Havelock (odc. 23)
- Grzegorz Drojewski – Bix Kółko (odc. 25)
- Anna Sztejner – łasica Wendo (odc. 25)
- Marek Robaczewski – John Roycick (odc. 28)
- Beata Wyrąbkiewicz –
  - Sophia Tutu (odc. 28),
  - Komputer (odc. 31)

i inni

## Bohaterowie
- Bert Szop – główny bohater. Nieco ekscentryczny szop o złotym sercu, zawsze troszczący się o las i przyjaciół. Mieszka z Ralphem i Melissą jako „wieczny gość”. Bert jest w serialu postacią pierwszoplanową, co nie znaczy, że pozostali stoją w jego cieniu. Uwielbia on masło orzechowe i wszelkie rzeczy z jego dodatkiem. Bert jest dość infantylny, jak na rówieśnika Ralpha i Melissy. Lubi się przechwalać i ma bujną wyobraźnię. Zabawy Berta nie raz kończą się dla niego wypadkiem. Najlepszym przyjacielem Berta jest Cedric.
- Ralph Szop – właściciel i redaktor naczelny lokalnej gazety – „The Evergreen Standard”, mąż Melissy. Sympatyczny, inteligentny i pomysłowy szop. Choć jego wujek był świetnym lotnikiem (od niego ma biały szal, który zawsze nosi), on sam boi się latać. Ralphowi zaoferowano redagowanie dużej gazety w mieście, lecz on wolał założyć własną gazetę w lesie. Ralph ma około 25 lat. Ralph jest bardzo krytyczny wobec otaczającej go rzeczywistości. Wspólnie z żoną, mieszka w drzewie o nazwie „Raccoondominium” („Szopodom”).
- Melissa Szop – fotograf i współwłaścicielka „The Evergreen Standard”. Skrycie marzy o dziecku. Melissa jest żoną Ralpha, oboje stanowią wspaniałą parę, a ich romantyczny związek jest jednym z piękniejszych wątków w serialu. Melissa bardzo lubi fotografować – nigdy nie rozstaje się z aparatem. Raz nawet proponowano jej pracę dla World Timesa, jednak Melissa odmówiła, woląc pozostać wierna „Standard-owi”. Postać Melissy ewoluowała przez kolejne odcinki. Z początku, Melissa była wyciszona i stała na uboczu. Jednak szybko stała się bardziej niezależna, odważna i zaczęła wychodzić na pierwszy plan. Melissa jest w podobnym wieku, co Ralph.
- Cyryl Sknerus – mrówkojad, pragnący zniszczyć przyrodę. Cyryl jest chciwym i bogatym biznesmenem, który wszędzie dopatruje się okazji do powiększenia fortuny. Wspólnie z synem, Cedricem, mieszka on na skraju lasu w olbrzymiej posiadłości. Cyryl już dawno zrównałby las z ziemią, gdyby nie szopy, które, wspólnie z przyjaciółmi, stoją na jego straży. Cyryl jest kochającym ojcem i, jak sam mówi, wszystko robi dla syna (co niekoniecznie podoba się Cedricowi). Cyryl często robi interesy z panem Mamuthem, bogatym inwestorem. Jego największym rywalem jest aligator arystokrata, pan Knox. Cyryl doszedł do fortuny po trupach, zdradzając przyjaciół, i obawia się odtąd zemsty z ich strony. Cyryl ma psa Snaga. Cyryl zatrudnia wielu podwładnych – są to głównie niezbyt rozgarnięte niedźwiedzie. Oprócz nich, zatrudnia on jeszcze trzy świnie, braci: dwóch Lloydów i Floyda. Są oni jego prawymi rękoma. Ponieważ świnie boją się Sknerusa (i w dodatku liczą na to, że kiedyś im zapłaci za pracę), bez wahania wypełniają każde zadanie. Choć mają podłe charaktery, ich nieudolność i głupota nadają im charakter komiczny. Cyryl uwielbia na nich krzyczeć, niejednokrotnie grożąc im, na przykład zwolnieniem.
- Cedric Sknerus – syn Cyryla, pomaga Bertowi w pokonaniu swojego ojca, zawsze jednak starając się dostrzegać jego dobre strony. Cedric jest młodym studentem uniwersytetu ekonomicznego. Jego ukochaną jest piękna Sophia Tutu, o której mało wiadomo. Cedric ma poważną wadę wzroku i dlatego nosi okulary z grubymi, cylindrycznymi soczewkami. Cedric jest trochę mało pewny siebie i bojaźliwy. Jest najlepszym towarzyszem zabaw Berta. Cedric jest jednak dużo bardziej dojrzały od Berta. Cedric jest czasem bardzo zajęty wypełnianiem obowiązków, powierzonych przez ojca.
- Bentley Raccoon – bratanek Ralpha, pojawia się w sezonie drugim jako postać epizodyczna, od sezonu finałowego postać pierwszoplanowa. Syn George’a i Nicole, brat Lisy. Typowe „cudowne dziecko” nigdy nierozstające się z laptopem.
- Lisa Raccoon – bratanica Ralpha, córka George’a i Nicole, siostra Bentleya. Podobnie jak Bentley postać epizodyczna przechodząca w pierwszoplanową. Obiekt westchnień Berta. Przez fandom określana jako delikatnie mówiąc piękna.
- George i Nicole – rodzice Lisy i Bentleya.
- Schaeffer – wielki pies pasterski, przyjaciel szopów. Największy i chyba najrozsądniejszy z całej paczki.
- Broo – szczeniak, największy przyjaciel Schaeffera. Nie potrafi mówić. Choć jest mały, kilka razy uratował swych przyjaciół z opresji.
- Mr. Knox – aligator, lokalny biznesmen, właściciel stacji telewizyjnej. Jego żoną jest Lady Baden-Baden.
- Lady Baden-Baden – kwoka, właścicielka akcji charytatywnej, później burmistrz Wiecznie Zielonego Lasu. Żona pana Knoxa.

## Spis odcinków
| N/o            | Polski tytuł                          | Angielski tytuł              |
| -------------- | ------------------------------------- | ---------------------------- |
|                |                                       |                              |
| SERIA PIERWSZA |                                       |                              |
|                |                                       |                              |
| 01             | Niespodziewany atak                   | Surprise Attack              |
|                |                                       |                              |
| 02             | Samotna wyprawa                       | Going It Alone               |
|                |                                       |                              |
| 03             | Niezapomniana noc                     | A Night to Remember          |
|                |                                       |                              |
| 04             | Wielki wyścig                         | The Evergreen Grand Prix     |
|                |                                       |                              |
| 05             | Ucieczka                              | The Runaways                 |
|                |                                       |                              |
| 06             | Tajemniczy skarb                      | Buried Treasure              |
|                |                                       |                              |
| 07             | Intruzi                               | The Intruders                |
|                |                                       |                              |
| 08             | Szukając siebie                       | Opportunity Knocks           |
|                |                                       |                              |
| 09             | Dylemat Cyryla                        | Cry Wolf                     |
|                |                                       |                              |
| 10             | Plotki                                | Rumours                      |
|                |                                       |                              |
| 11             | Gorączka złota                        | Gold Rush                    |
|                |                                       |                              |
| SERIA DRUGA    |                                       |                              |
|                |                                       |                              |
| 12             | Podwójna rozgrywka                    | Double Play                  |
|                |                                       |                              |
| 13             | Słodki zapach zwycięstwa              | The Sweet Smell of Success   |
|                |                                       |                              |
| 14             | Duchy przeszłości                     | Blast from the Past          |
|                |                                       |                              |
| 15             | Energetyczna przygoda                 | Power Trip                   |
|                |                                       |                              |
| 16             | Zatrzymać czas                        | Stop the Clock               |
|                |                                       |                              |
| 17             | Artysta Pustelnik                     | The Artful Dodger            |
|                |                                       |                              |
| 18             | Ostatnie chwile                       | Last Legs                    |
|                |                                       |                              |
| 19             | Analfabeta                            | Read No Evil                 |
|                |                                       |                              |
| 20             | Omyłkowe zaloty                       | Courting Disaster            |
|                |                                       |                              |
| 21             | Czaso-pułapka                         | Time Trap                    |
|                |                                       |                              |
| SERIA TRZECIA  |                                       |                              |
|                |                                       |                              |
| 22             | Klejnot Zendy                         | The Prism of Zenda           |
|                |                                       |                              |
| 23             | Papierowy bohater                     | Paperback Hero               |
|                |                                       |                              |
| 24             |                                       | The Chips Are Down           |
|                |                                       |                              |
| 25             | Pas szybkiego ruchu                   | Life in the Fast Lane        |
|                |                                       |                              |
| 26             | Potwór z jeziora                      | Monster Mania                |
|                |                                       |                              |
| 27             | Samochód mamy                         | Mom’s the Word               |
|                |                                       |                              |
| 28             | Kariera                               | Picture Perfect              |
|                |                                       |                              |
| 29             | Zgodnie z podręcznikiem               | Strictly by the Book         |
|                |                                       |                              |
| 30             | Wiecznie Zielony Ekspres              | The Evergreen Express        |
|                |                                       |                              |
| 31             | Awaria komputera                      | Trouble Shooter              |
|                |                                       |                              |
| 32             | Wyścig o nagrodę                      | Paper Chase                  |
|                |                                       |                              |
| 33             | (Nie zostało przetłumaczone)          | Simon Says                   |
|                |                                       |                              |
| 34             | Teleturniej                           | Games People Play            |
|                |                                       |                              |
| SERIA CZWARTA  |                                       |                              |
|                |                                       |                              |
| 35             | Powrót Gwiazdy (Lektor z VHS)         | Second Chance                |
|                |                                       |                              |
| 36             | Podniebne wyzwanie (Lektor z VHS)     | The Sky’s the Limit          |
|                |                                       |                              |
| 37             | Aligator (Lektor z VHS)               | Bully for You                |
|                |                                       |                              |
| 38             | Afera w rocznicę ślubu (Lektor z VHS) | A Catered Affair             |
|                |                                       |                              |
| 39             |                                       | Search and Rescue            |
|                |                                       |                              |
| 40             |                                       | Spring Fever                 |
|                |                                       |                              |
| 41             |                                       | The Family Secret            |
|                |                                       |                              |
| 42             |                                       | The Great Escape             |
|                |                                       |                              |
| 43             |                                       | Science Friction             |
|                |                                       |                              |
| 44             |                                       | Making the Grade             |
|                |                                       |                              |
| 45             |                                       | Stealing the Show            |
|                |                                       |                              |
| 46             |                                       | The Phantom of Sneer Mansion |
|                |                                       |                              |
| 47             |                                       | The Headline Hunter          |
|                |                                       |                              |
| SERIA PIĄTA    |                                       |                              |
|                |                                       |                              |
| 48             |                                       | Cold Feet                    |
|                |                                       |                              |
| 49             |                                       | Stress Test                  |
|                |                                       |                              |
| 50             |                                       | Moving In                    |
|                |                                       |                              |
| 51             |                                       | End of the Line              |
|                |                                       |                              |
| 52             |                                       | Easy Money                   |
|                |                                       |                              |
| 53             |                                       | Endless Summer               |
|                |                                       |                              |
| 54             |                                       | Promises Promises            |
|                |                                       |                              |
| 55             |                                       | Black Belt Bentley           |
|                |                                       |                              |
| 56             |                                       | The Wrong Stuff              |
|                |                                       |                              |
| 57             |                                       | Join the Club                |
|                |                                       |                              |
| 58             |                                       | The Evergreen Election       |
|                |                                       |                              |
| 59             |                                       | Go for Gold                  |
|                |                                       |                              |
| 60             |                                       | The One That Got Away        |
|                |                                       |                              |

## Emisja w Polsce
- Odcinek specjalny The Raccoons & The Lost Star był kilkukrotnie emitowany w TVP. Prawdopodobnie też kilkanaście odcinków z serialu.
- Emitowany w latach 1998 i 1999 w TVN w wersji z lektorem przypominającej dubbing (był nim Paweł Siedlik), pod tytułem Opowieści z Zielonego Lasu. Zostały wyemitowane wszystkie odcinki + odcinki specjalne.
- Kilka odcinków z 4 serii zostały wydane na kasecie VHS, z lektorem, pod tytułem Szopy (był nim Andrzej Matul).
- Pod koniec 2006 roku serial pojawił się na kanale Boomerang, w wersji oryginalnej (ostatnia emisja - 31 stycznia 2008). Od 1 lutego 2008 do listopada 2009 serial emitowany był w polskiej wersji językowej (dubbing). Boomerang emitował tylko 30 odcinków, koniec 2 i całą 3 serię w niewłaściwej kolejności.
- Dnia 20 lipca 2008 po raz pierwszy został wyemitowany odcinek Paper Chase. Odcinek The Chips Are Down nie został wyemitowany.
- Odcinek Simon Says nie ma polskiego tytułu. Zapewne dlatego, że w odcinku nie uczestniczy narrator, więc nie ma okazji przeczytać tytułu.